# Chickerell
Chickerell est une ville dans le sud du Dorset, au Royaume-Uni. 